# Friedel Trappen
Friedel Trappen (* 13. Mai 1924 in Ummeln; † 7. November 2013 in Berlin) war ein deutscher Lehrer, Gesellschaftswissenschaftler und Diplomat der DDR.

## Leben
Von 1938 bis 1941 absolvierte Trappen eine Ausbildung zum Feinmechaniker an der Optischen Anstalt GmbH in Saalfeld. 1942 trat er der NSDAP bei.  Von 1942 bis 1945 diente er während des Zweiten Weltkriegs bei der Kriegsmarine und war von April 1945 bis September 1947 in französischer Kriegsgefangenschaft.
Im August 1948 wurde er Mitglied der SED, 1949 war er als Neulehrer an der Bezirksjugendschule in Artern tätig. Von März 1949 bis März 1950 übte er die Funktion des Kreisvorsitzenden der FDJ in Blankenburg/Harz aus. In den Jahren 1950 und 1951 arbeitete Trappen als Referent und Leiter der Abteilung Jugendhilfe und Heimerziehung im Ministerium des Innern und des Landesjugendamtes in Sachsen-Anhalt. 1952 übte er eine Dozententätigkeit am Berufspädagogischen Institut Halle aus, welches er von Januar 1953 bis April 1954 als Direktor leitete. Im September 1953 hatte er die zweite Lehrerprüfung für Lehramtsanwärter an berufsbildenden Schulen abgelegt; bis Ende 1957 lehrte er erneut als Dozent am Pädagogischen Institut in Halle. Bis Mai 1961 war Trappen als Aspirant am Institut für Gesellschaftswissenschaften beim Zentralkomitee der SED, ab dann bis Dezember 1962 Referent im Ministerium für Auswärtige Angelegenheiten.
Ab 1963 bis Mitte 1964 arbeitete er als Aspirant am Institut für Gesellschaftswissenschaften beim ZK der SED, unterbrochen von der Tätigkeit als 2. Sekretär und Kulturattaché an der Mission der DDR in Kuba (1962/1963). Im Jahr 1964 promovierte er zur kubanischen Revolution: „Die kubanische Revolution in ihrer ersten Etappe“. Bis 1973 war er als Instrukteur in der Abteilung Internationale Verbindungen beim ZK der SED tätig; in diese Zeit fiel der Abschluss eines gesellschaftswissenschaftlichen Studiums am Institut für Gesellschaftswissenschaften beim ZK der SED (Diplom-Gesellschaftswissenschaftler, September 1965).
Von Juli bis September 1973 wurde Trappen als außerordentlicher und bevollmächtigter Botschafter der DDR in Chile eingesetzt. Es folgte eine mehrmonatige Tätigkeit als wissenschaftlicher Berater im Ministerium für Auswärtige Angelegenheiten. Von März 1974 bis Oktober 1986 war er stellvertretender Leiter der Abteilung Internationale Verbindungen beim ZK der SED für Afrika, Asien und Lateinamerika. In diese Zeit fielen Reisen und Verhandlungen mit ausländischen Politikern, so leitete er 1985 die SED-Delegation bei einer Besprechung mit dem Präsidenten der Volksrepublik Jemen, Ali Nasir Muhammad. Seit November 1986 bis zu seiner Pensionierung im Mai 1989 wurde Trappen dann als stellvertretender Leiter der Abteilung Verkehr beim ZK der SED eingesetzt. Er war Träger diverser Auszeichnungen der DDR, so war ihm im Mai 1989 die Ehrenspange zum Vaterländischen Verdienstorden in Gold verliehen worden.
Trappen war später Mitglied der PDS und beriet das Parteipräsidium als Mitglied des „Rates der Alten“ beim Parteivorstand neben Ruth Werner, Günter Sieber, Edwin Schwertner und Fritz Wolff zu theoretischen und praktischen Fragen.
Seine Ehefrau war Helga Trappen.

## Schriften (Auswahl)
- Friedel Trappen, Entwicklungsprobleme des sozialistischen Kuba, in: Einheit. Zeitschrift für Theorie und Praxis des wissenschaftlichen Sozialismus, 5/1963, Berlin 1963, S. 127–135[4]
- Friedel Trappen, Die kubanische Volksrevolution in ihrer ersten Etappe, Institut für Gesellschaftswissenschaften beim Zentralkomitee der SED (Hrsg.), Dissertation vom 26. Juni 1964, Berlin 1964
- Friedel Trappen, Die kubanische Volksrevolution, Institut für Gesellschaftswissenschaften beim Zentralkomitee der SED (Hrsg.), Staatsverlag der DDR, Berlin 1965
- Friedel Trappen, Probleme der Entwicklung des Sozialismus in Kuba, Zentralkomitee der SED (Hrsg.), Ausgabe 25/1970, Berlin 1970, S. 1199–1208[4]
- Friedel Trappen, Thesen zum Thema des Monats April „Lateinamerika - Inhalt und Charakter“ des gegenwärtigen revolutionären Prozesses, Präsidium der Gesellschaft zur Verbreitung wissenschaftlicher Kenntnisse (Verlag), Berlin 1973
- Rudi Kaeselitz, Friedel Trappen und Manfred Uschner (Hrsg.), Der antiimperialistische Kampf in Lateinamerika: Kleines Nachschlagewerk, Dietz Verlag, 1973
- Manfred Uschner, Friedel Trappen und Heinz Langer, Lateinamerika: Schauplatz revolutionärer Kämpfe, ISBN 978-3-88012-369-4, Staatsverlag der DDR, 1975
- Friedel Trappen, Die Agrarreform in Kuba, in: Deutsche Außenpolitik, Nr. 2, Berlin 1961, S. 183–193[5]
- Friedel Trappen und Ulrich Weishaupt, Aktuelle Fragen des Kampfes um Nationale und Soziale Befreiung im Subsaharischen Afrika, in: Deutsche Aussenpolitik, Band 24, Ausgaben 1–6, Gesellschaft zur Verbreitung Wissenschaftlicher Kenntnisse, Akademie für Staats- und Rechtswissenschaft der DDR, Institut für Internationale Beziehungen, Rütten & Loening, 1979, S. 27–39